# ピーター・デイヴィソン (英文学者)
ピーター・ホブレー・デイヴィソン（Peter Hobley Davison, OBE, Ph.D., D.Litt, Hon. D. Arts、1926年 - 2022年8月16日）は、レスターのデ・モントフォート大学の研究教授、レクサム・グリンドゥール大学英語学名誉教授。デイヴィソンは、ジョージ・オーウェルの生涯や業績についての権威とされている。

## 経歴
ニューカッスル・アポン・タインに生まれ、長じてオーストラリアのシドニー大学で教鞭を執り、同大学からPh.D.を得た。1992年には書誌学会会長となり、学会誌である『The Library』の編集長を12年間務めた。2003年には同学会から金メダルを授与されている。
1998年には、妻であるシーラ・デイヴィソン (Sheila Davison) と、イアン・アンガスの助けを得て、全20巻から成るジョージ・オーウェルの全集『The Complete Works of George Orwell』(Secker & Warburg, 1998) を刊行した。
オーウェルの『Diaries（日記）』の編纂にもあたっており、詳細な注記を施した形で、2010年や、2012年にも新編の出版を重ねている。

## おもな著書
- George Orwell: A Literary Life (Palgrave Macmillan, 1996)
- The Lost Orwell (Timewell Press, 2007) ISBN 978-1857252149
- George Orwell: A Life in Letters (Penguin, 2011)

### 編・解説
- The Complete Works of George Orwell, Secker & Warburg, 1998. ISBN 0436-203774

日本語訳
- 『ジョージ・オーウェル日記』 高儀進訳、白水社, 2010年
- 『ジョージ・オーウェル書簡集』 高儀進訳、白水社, 2011年